# 石井好博
石井好博（いしい よしひろ、1949年4月3日 - 2023年11月26日）は、日本の高校野球の指導者。東葉高等学校野球部監督。元習志野市立習志野高等学校野球部監督。

## 人物
1949年（昭和24年）、千葉県安房郡千倉町（現在の南房総市）に生まれる。1965年（昭和40年）4月、習志野市立習志野高等学校に入学し野球部に入部。2年生からエースとなり、1966年（昭和41年）夏の甲子園県予選では準決勝に進出するが、千葉工商の中山孝一投手に抑えられ敗退。翌1967年（昭和42年）は東関東大会決勝で竜ヶ崎一高を破り、夏の甲子園に出場。市原弘道監督の下、決勝で広陵高の宇根洋介（近大－電電中国）に投げ勝ち、千葉県勢初のチーム全国優勝に導く。高校同期に醍醐恒男捕手、池田和雄外野手がいる。8月末からは醍醐らとともに全日本高校選抜の一員としてアメリカ西海岸・ハワイ遠征に参加した。
1968年4月、早稲田大学に入学し体育会硬式野球部に入部するが肩を壊し高校野球の指導者を目指す。1972年3月、早稲田大学卒業。同年4月、習志野高校に赴任、母校の野球部監督に就任する。1975年（昭和50年）には夏の甲子園にエース小川淳司らを率いて出場。決勝で新居浜商に9回裏サヨナラ勝ち、全国優勝を果たす。2013年8月、千葉県にある東葉高等学校硬式野球部監督に就任した。
2023年11月26日に千葉県成田市で開かれた少年野球大会の最中に体調不調を訴え病院に搬送されたが同日死去した。74歳没。

## 甲子園戦績
- 1972年夏 ●3-5東洋大姫路
- 1975年春 ●0-3豊見城
- 1975年夏 ○8-5旭川龍谷 ○2-0足利学園 ○16-0磐城 ○4-0広島商 ○6-5新居浜商 （優勝）
- 1976年春 ○8-7大社 ●3-4東洋大姫路
- 1980年夏 ○2-1倉吉北 ●0-7東北
- 1987年夏 ○3-2東筑 ○5-2上田 ○12-4佐賀工 ●1-4PL学園 （ベスト8）

春：出場2回1勝2敗　夏：出場4回9勝3敗（優勝1回、8強1回）